# نعش‌کش

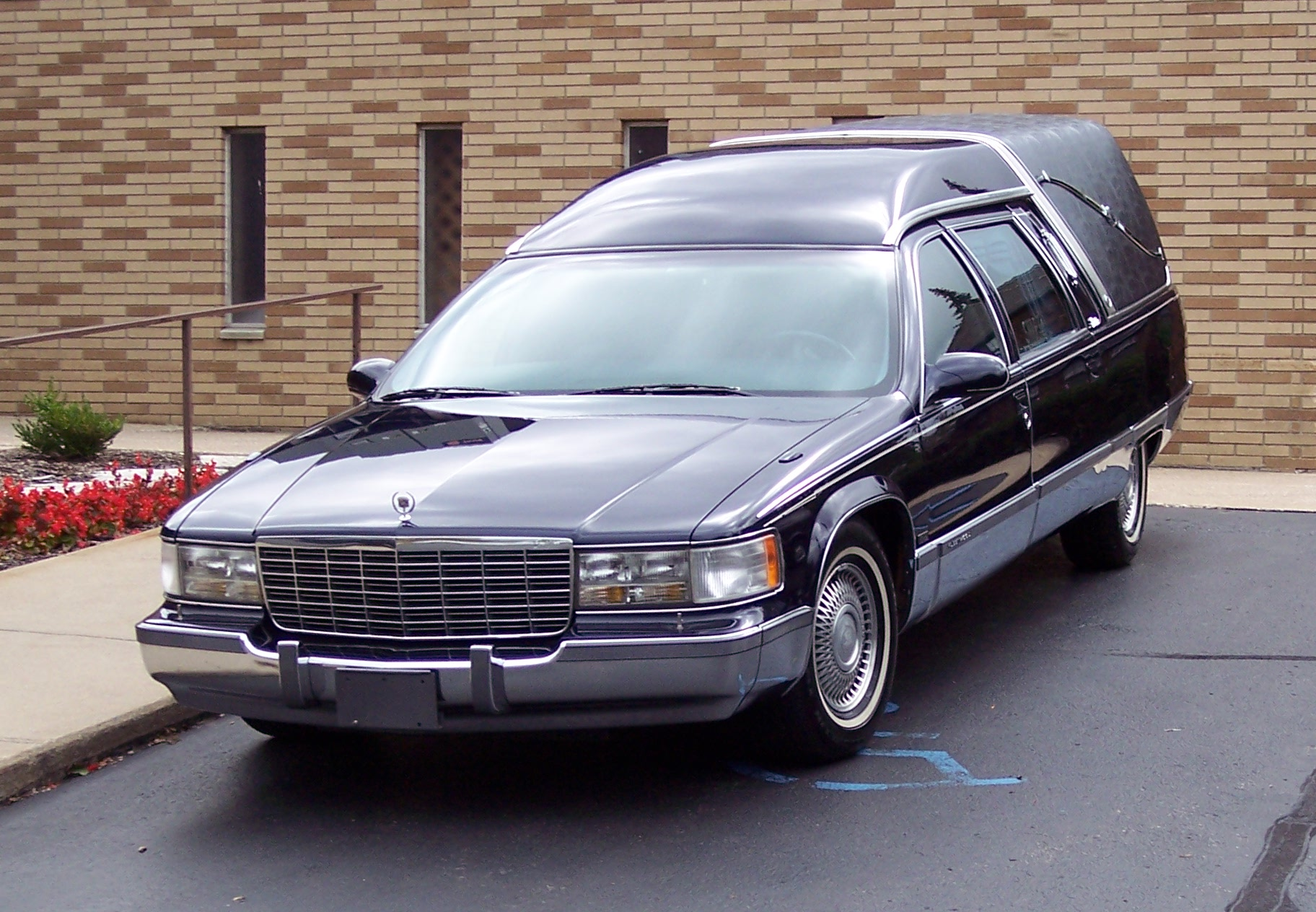
نعش‌کش کادیلاک

نَعش‌کِش یا خودروی حمل تابوت، به هر وسیلهٔ نقلیه (درشکه یا خودرو) گفته می‌شود که از آن برای حمل مردگان در تابوت (به عربی: نَعش) استفاده می‌شود.

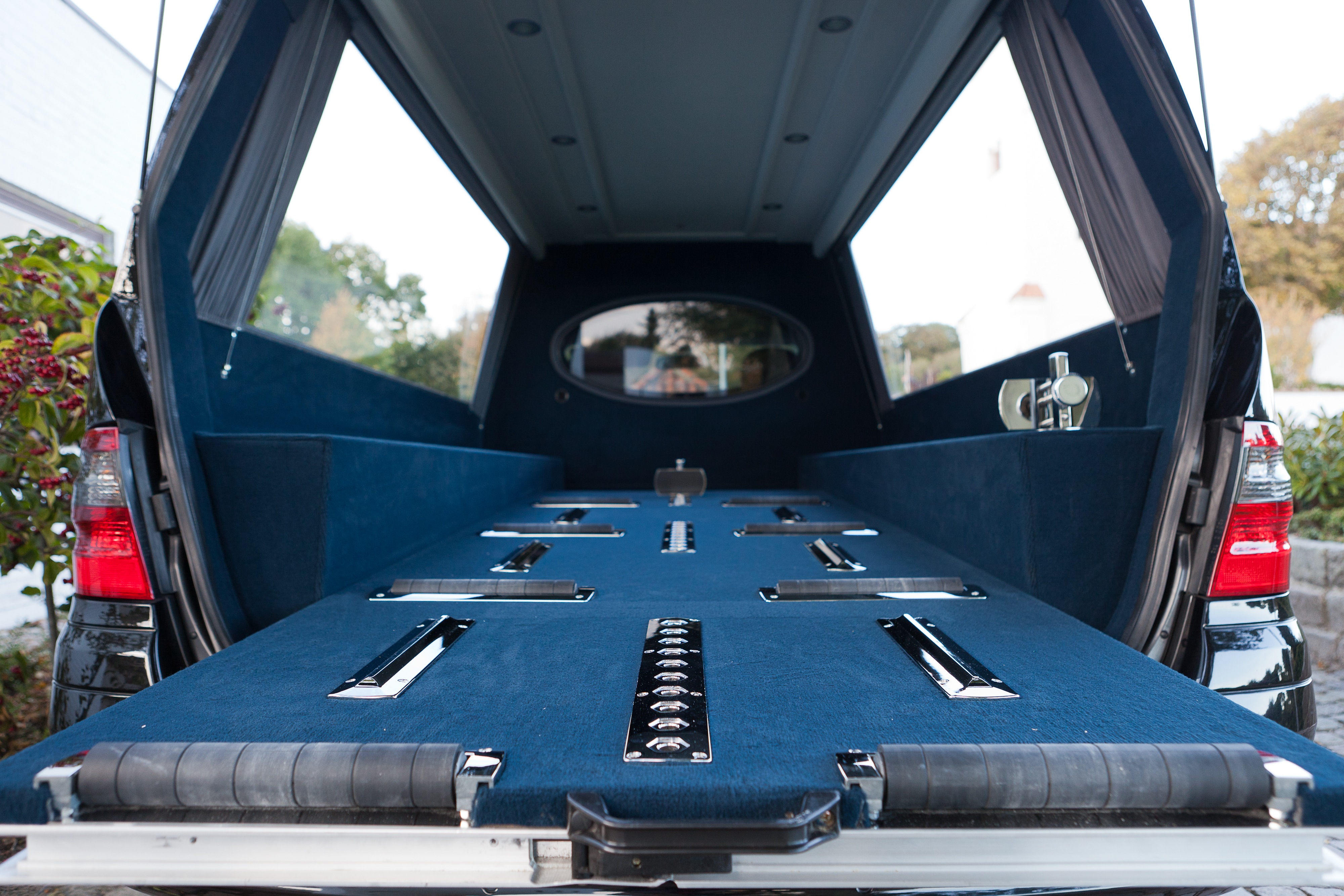
درونِ یک نعش‌کش در دانمارک

## در ایران
در سال ۱۳۸۲، بهشت زهرا اقدام به خرید تعدادی مرسدس-بنز کلاس-ئی (که خودروهایی لوکس محسوب می‌شدند) به‌عنوان نعش‌کش کرد. از آنجا که پیش از این تنها در نیروی انتظامی از چنین خودروهایی استفاده می‌شد و تعیین آن به‌عنوان جایزهٔ قرعه‌کشی حساب‌های قرض‌الحسنه یک بانک بسیار خبرساز شده‌بود، این مسئله که «دیگر هیچ‌کسی آرزوی سوار شدن بنز را به گور نمی‌بَرَد» مورد شوخی قرار می‌گرفت.

## نگارخانه

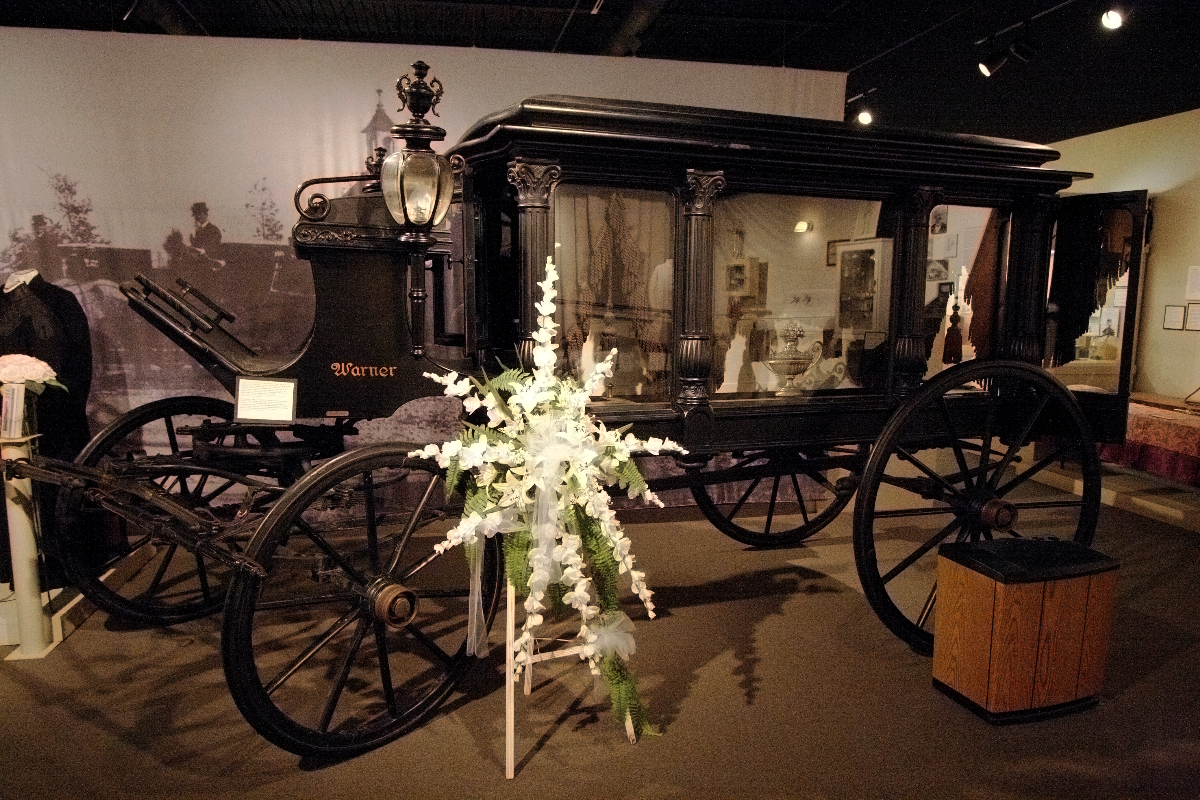
درشکه‌ای در «موزهٔ مراسم تشییع»[الف]
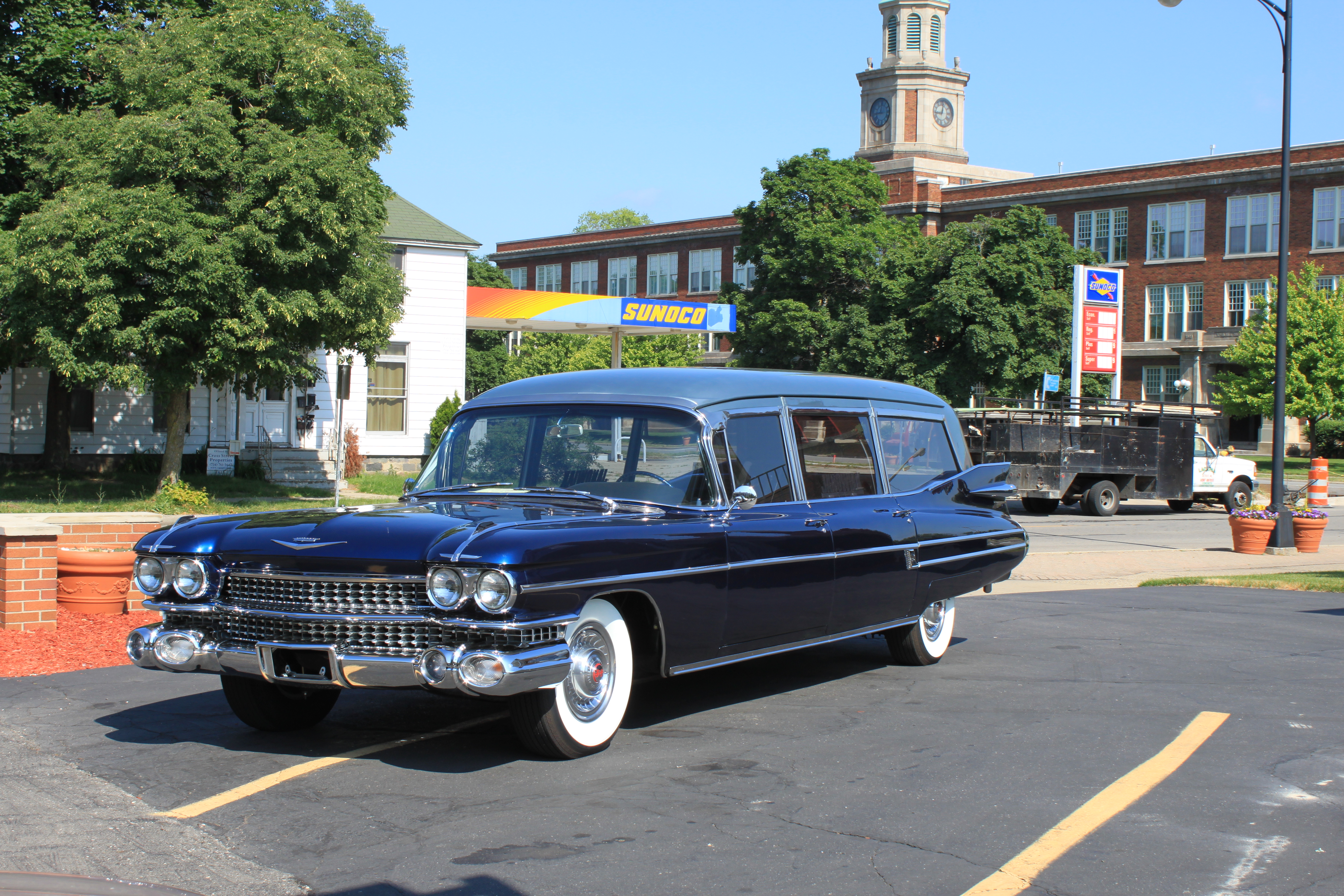
کادیلاک، ۱۹۵۹
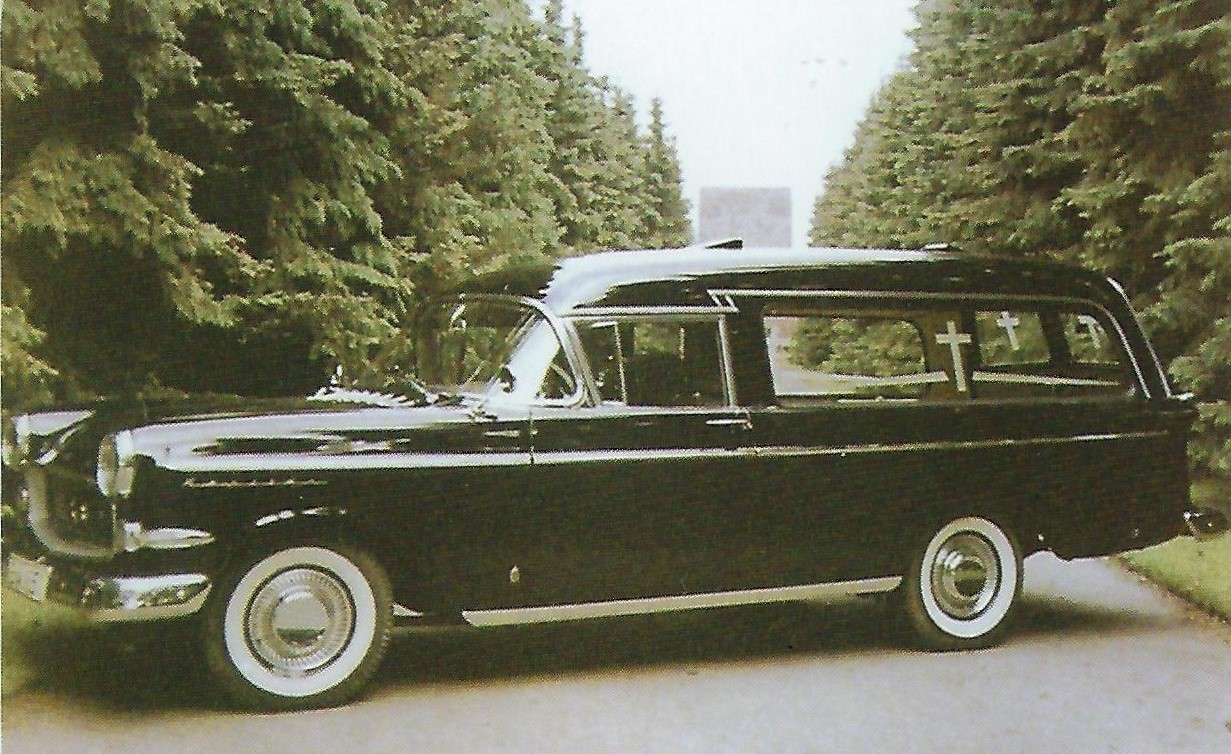
اُپِل، ۱۹۵۹
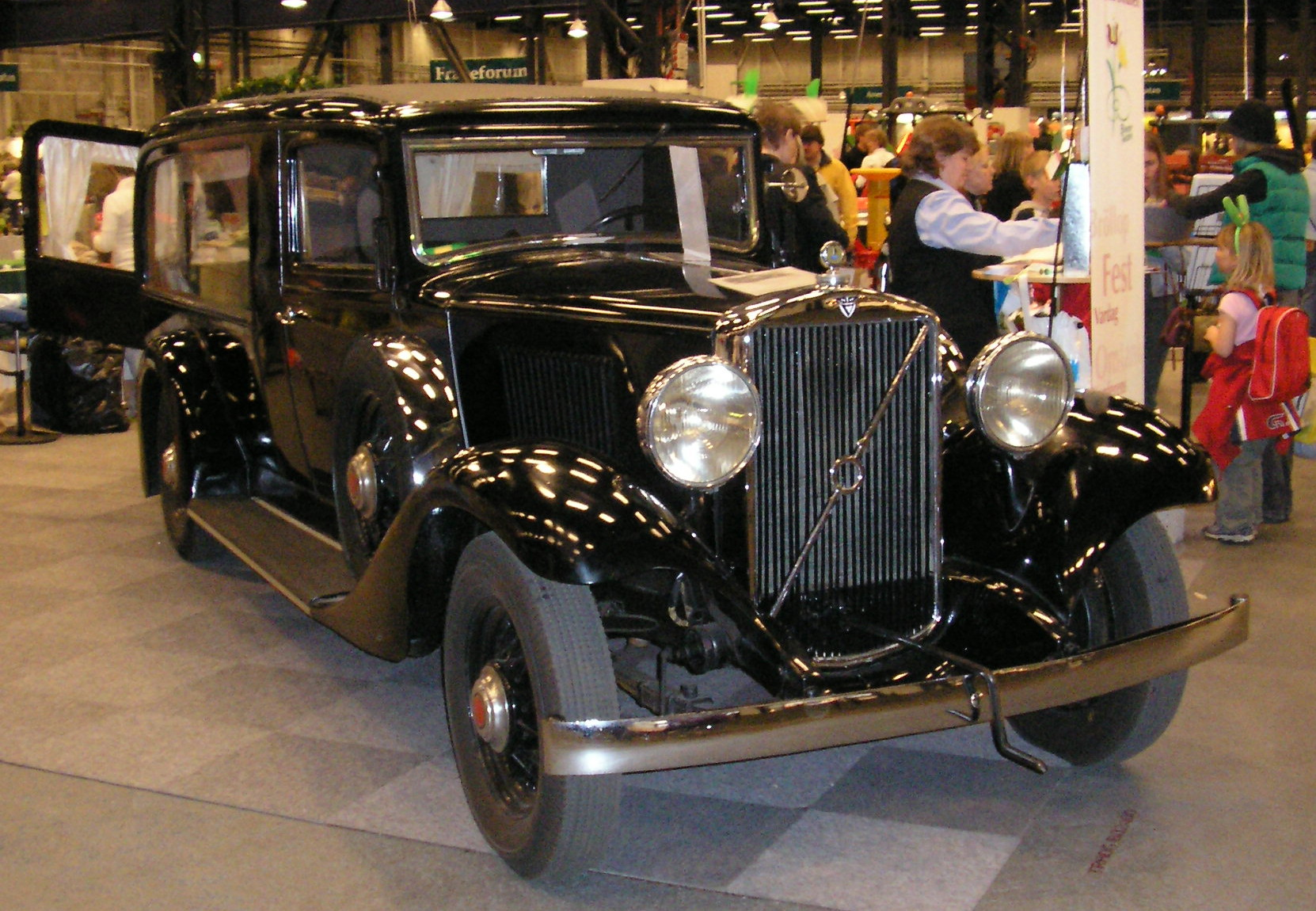
ولوو
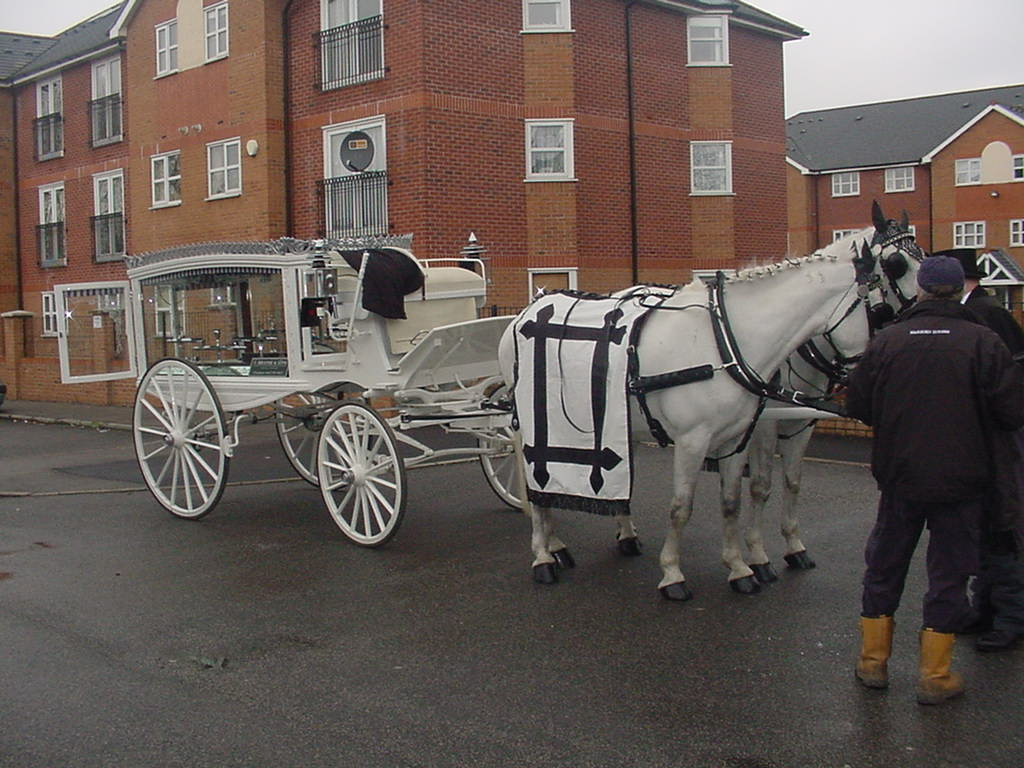
درشکه
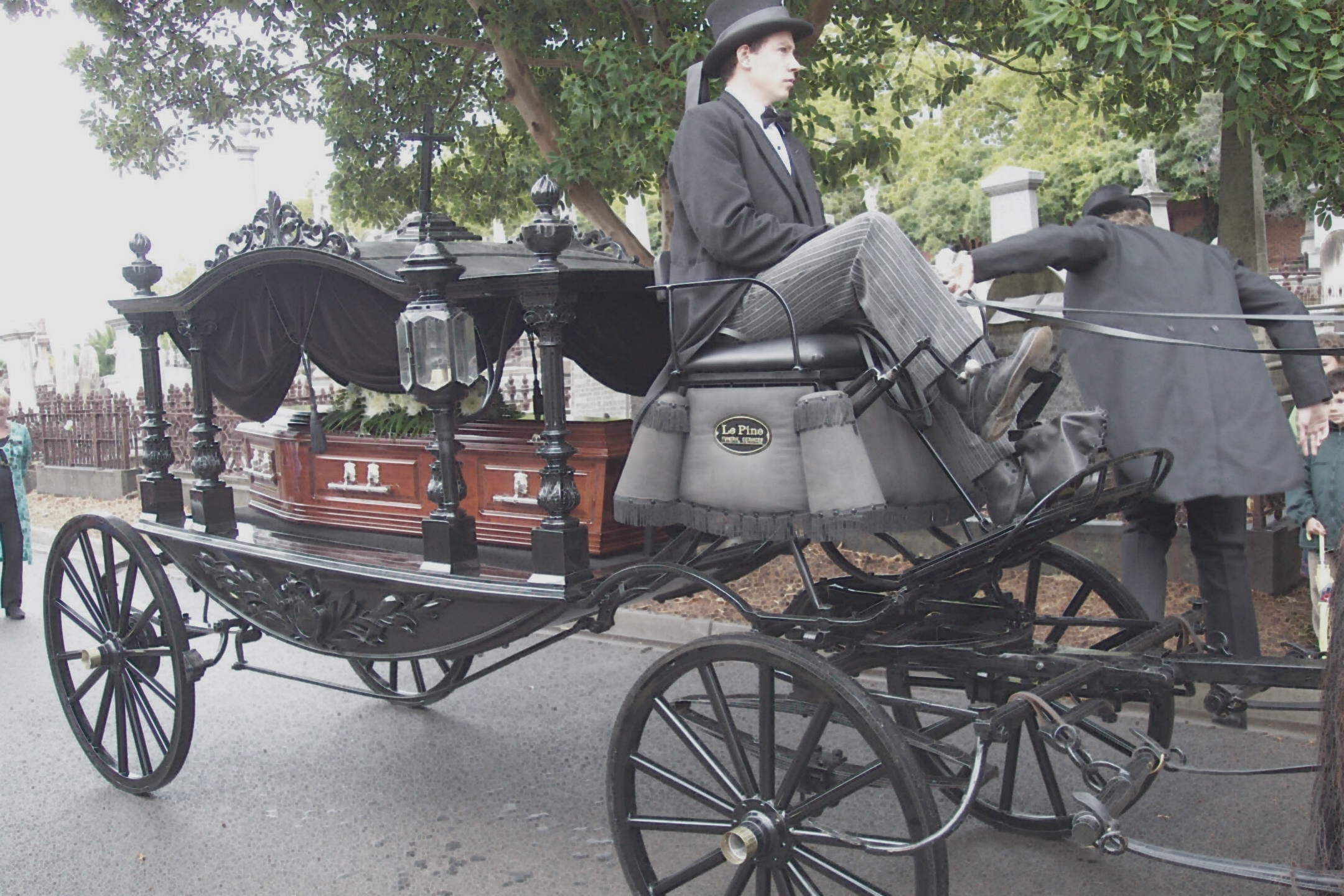
درشکه
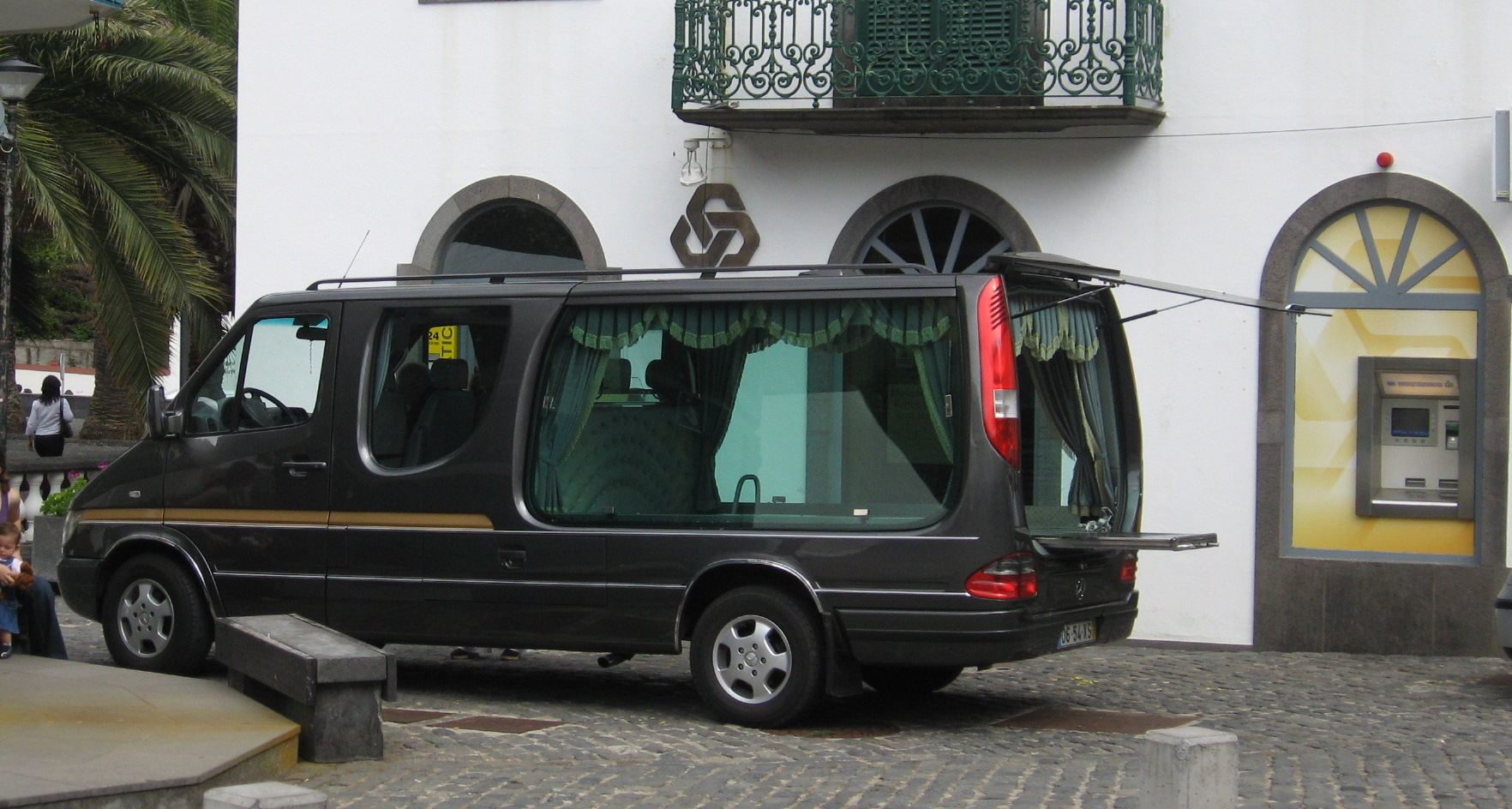
مرسدس-بنز
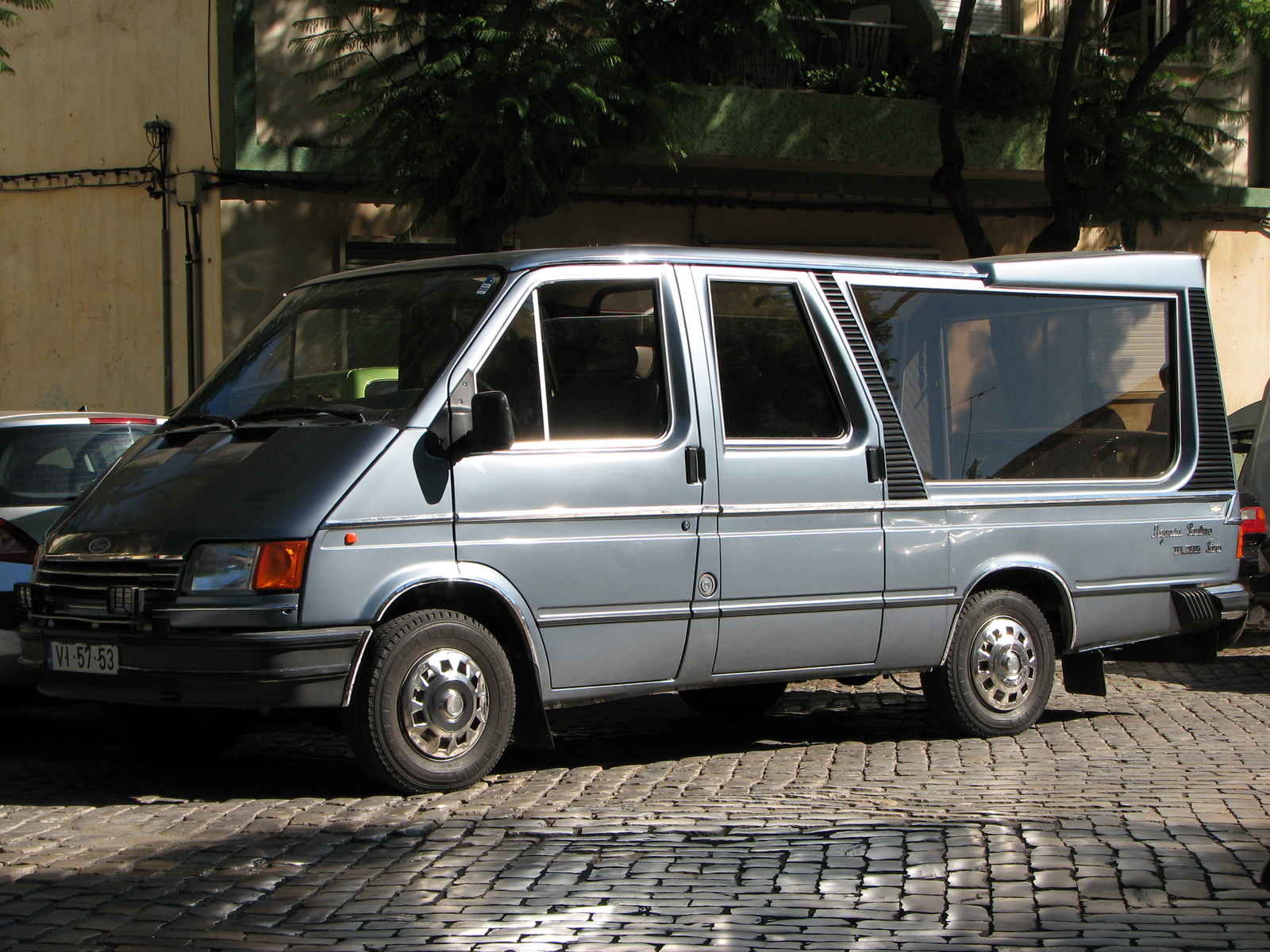
وَنِ فورد ترانسیت
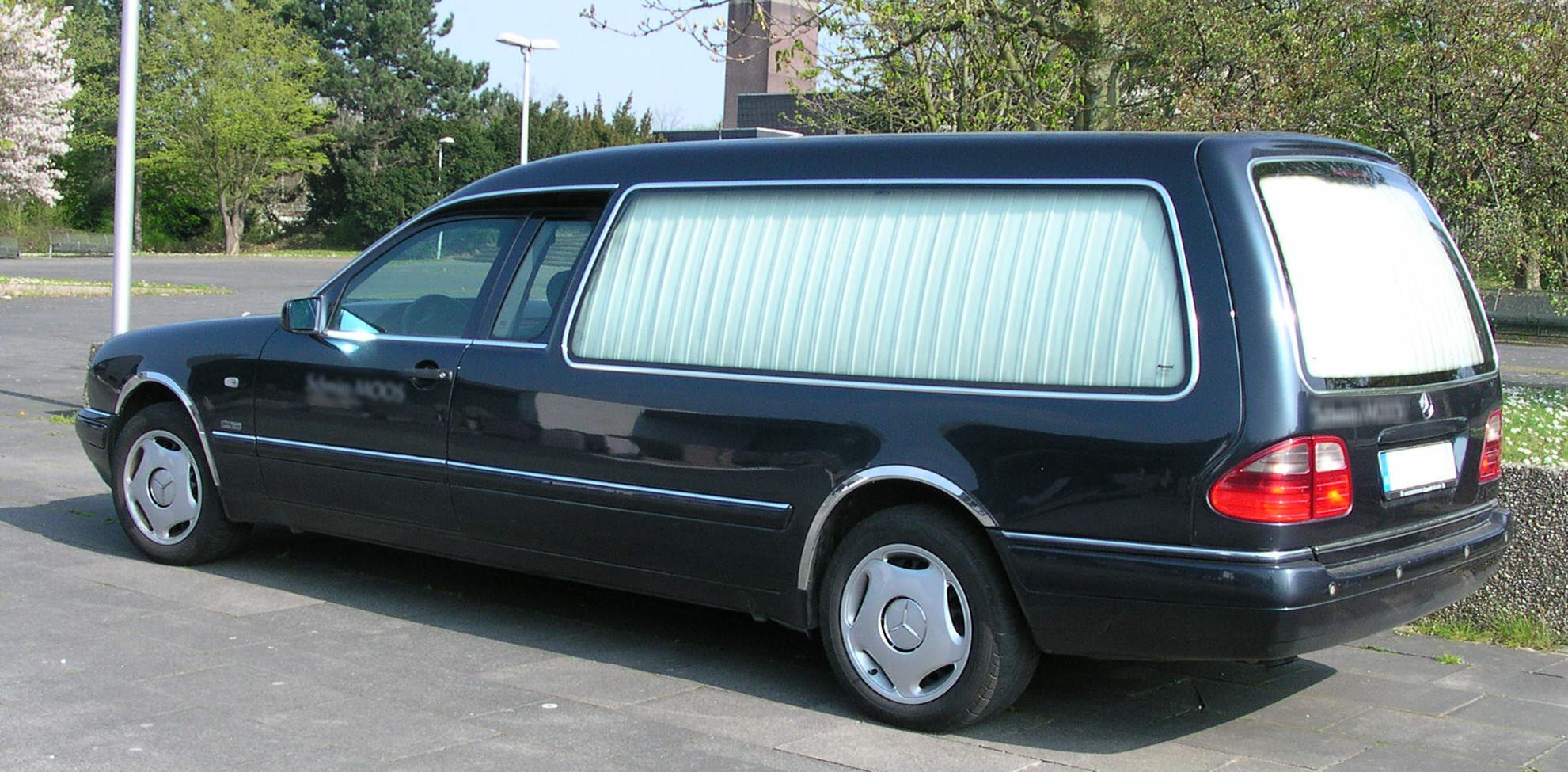
مرسدس-بنز کلاس-ئی (دبلیو۲۱۰)
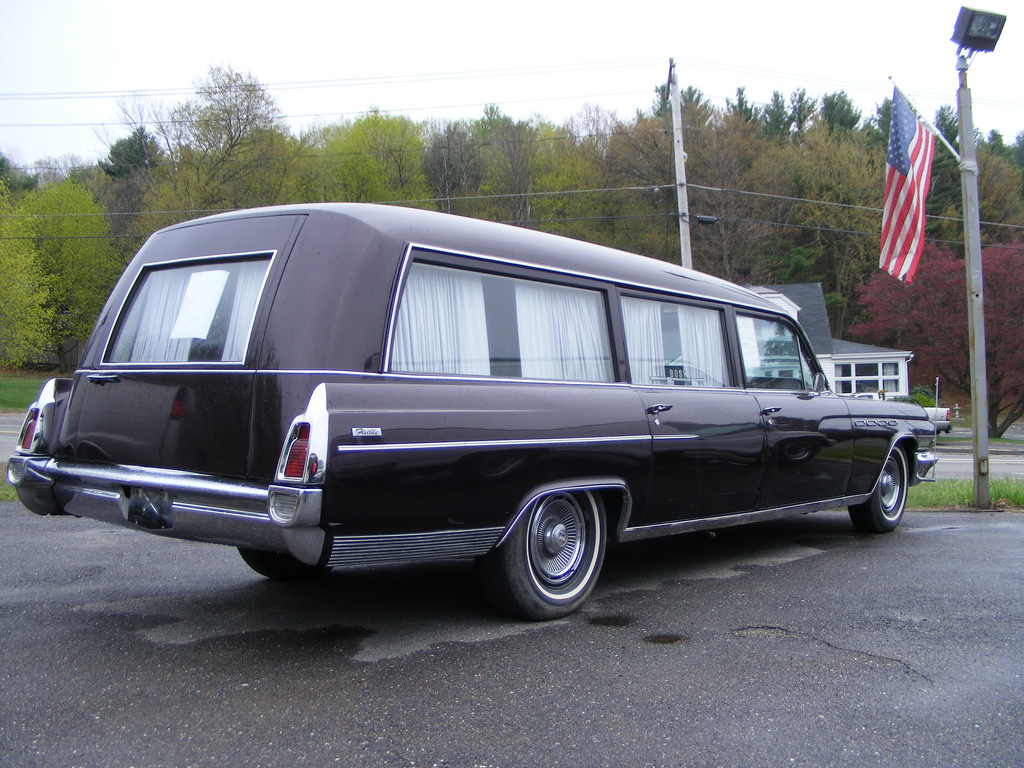
بیوک
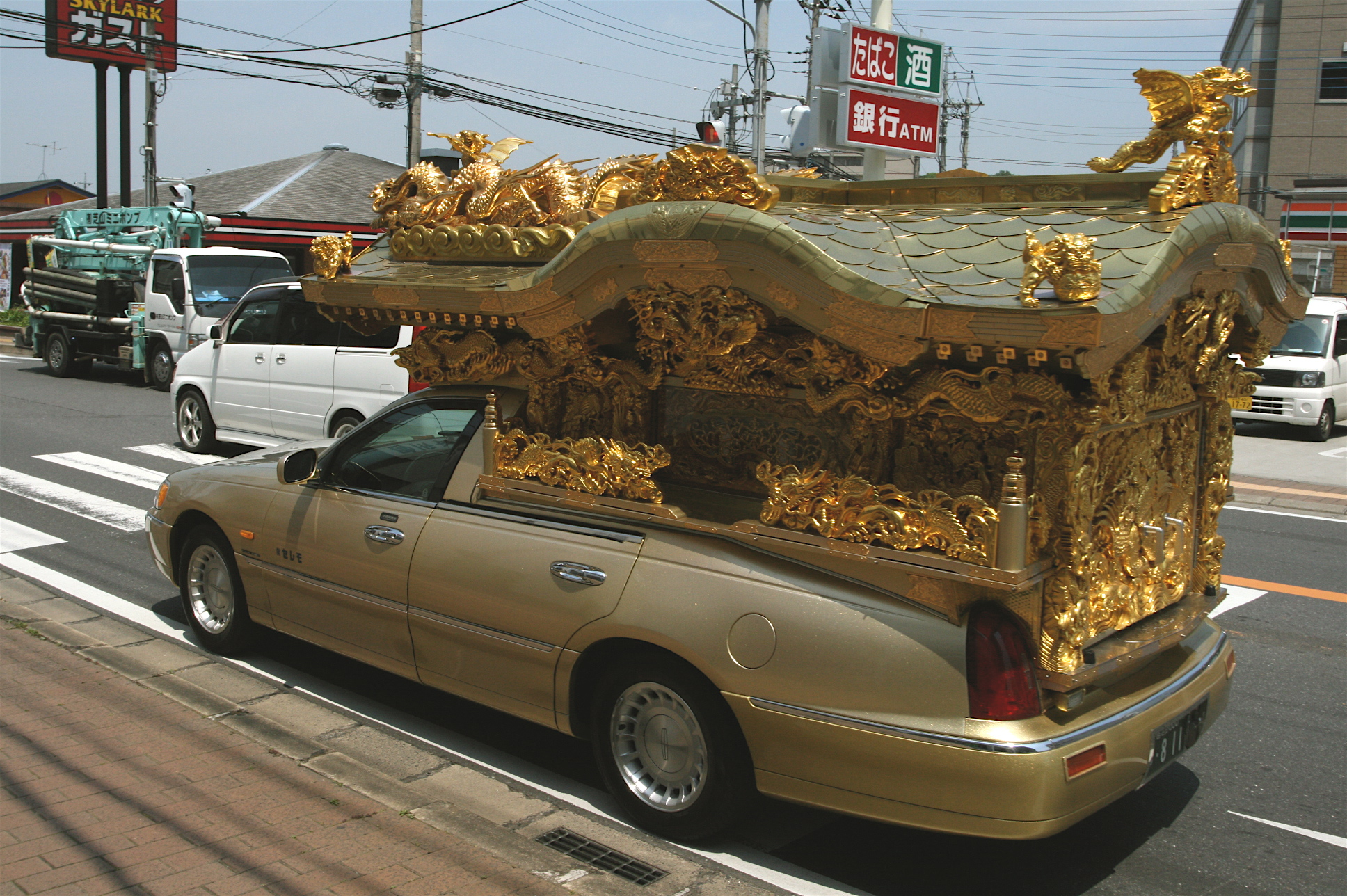
نعش‌کش بوداییان
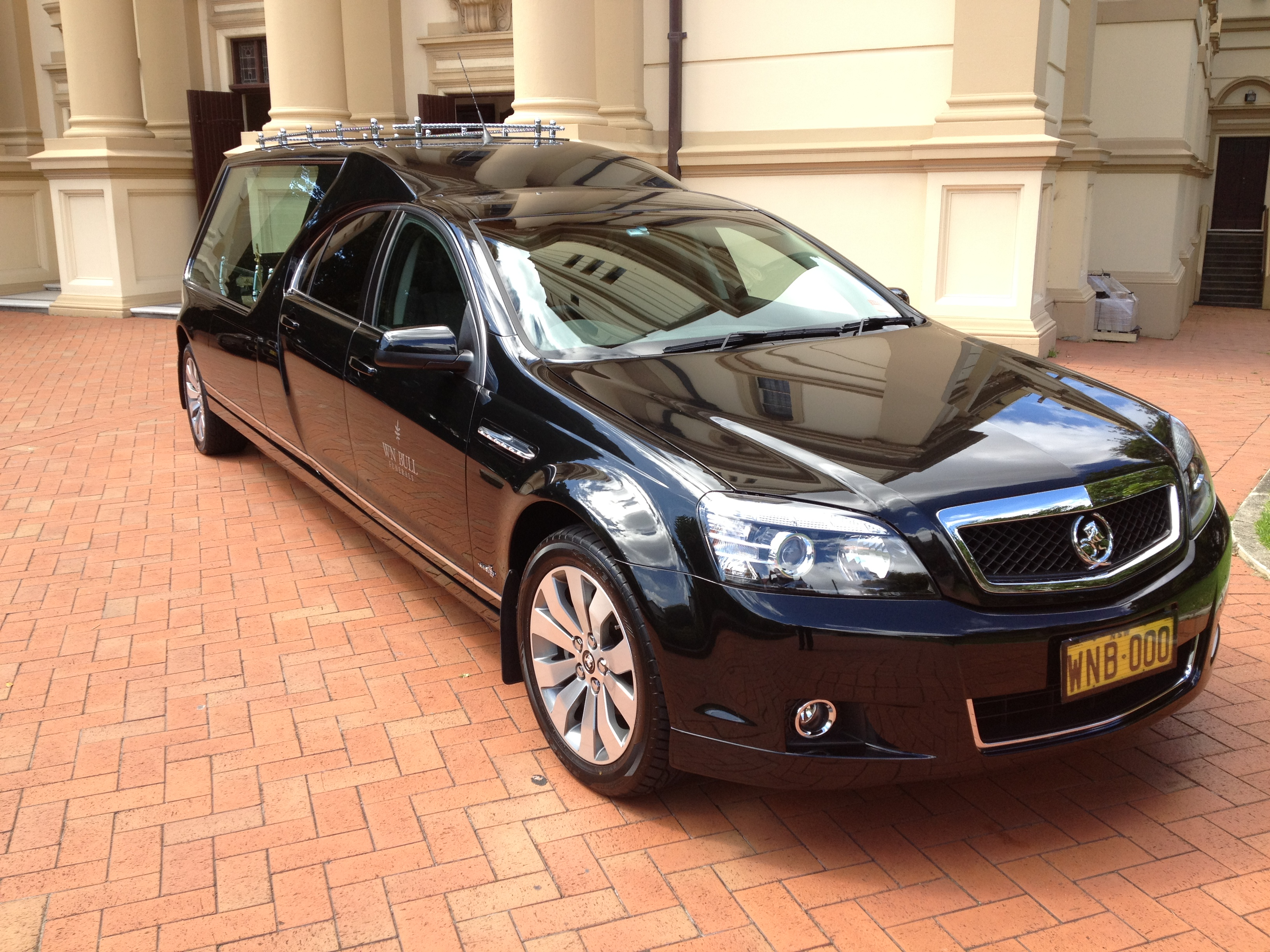
هولدِن ۲۰۱۲

## یادداشت
1. ↑  Museum of Funeral Customs